# مساحة خضراء حضرية

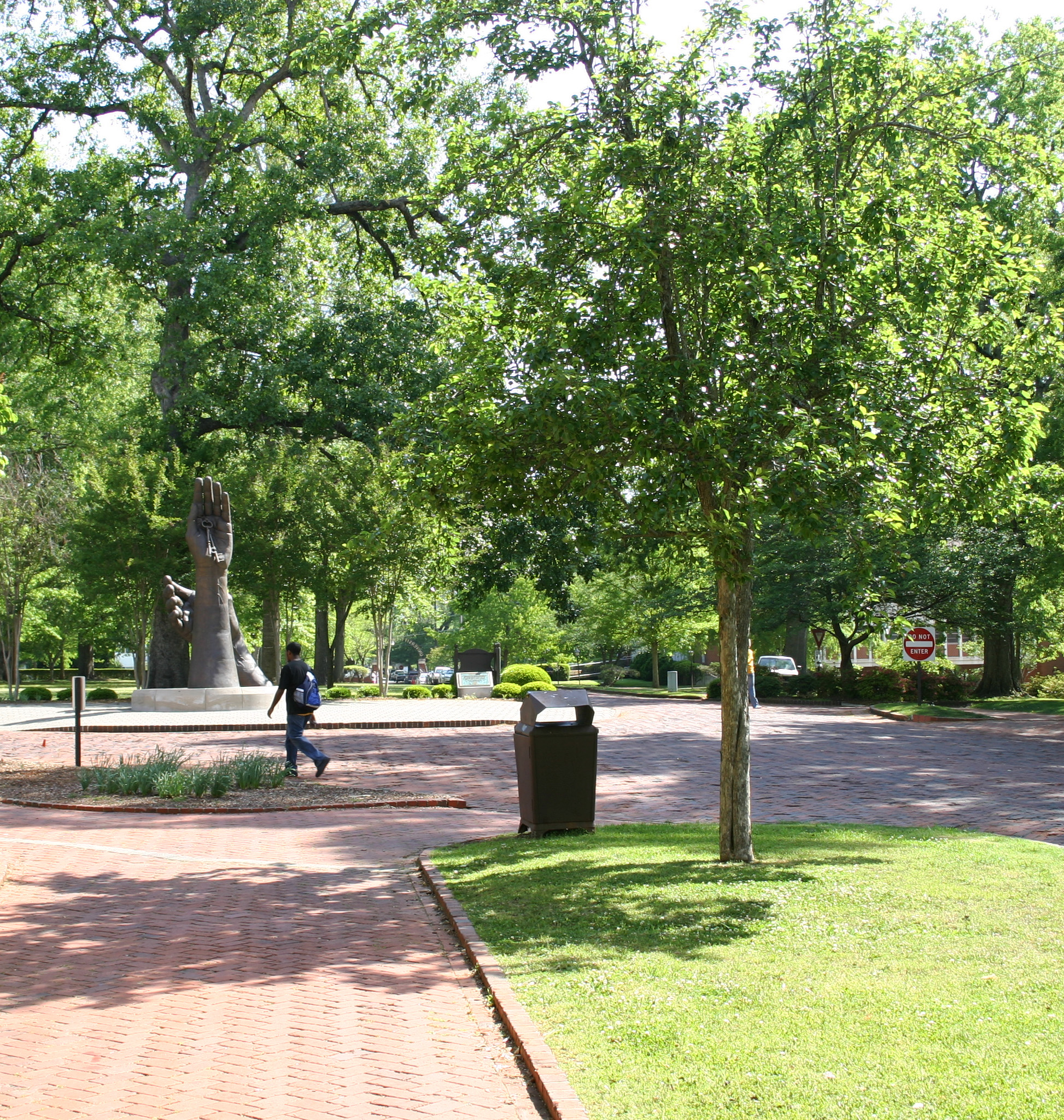
مساحة خضراء حضرية

في تخطيط استخدام الأراضي، تعد المساحات الخضراء الحضرية مساحات مفتوحة مخصصة للحدائق و المساحات الخضراء الأخرى، بما في ذلك الحياة النباتية، وخصائص المياه - يشار إليها أيضًا بالمساحات الزرقاء، وأنواع أخرى من البيئة الطبيعية.
معظم المساحات الحضرية المفتوحة عبارة عن مساحات خضراء، ولكنها تتضمن أحيانًا أنواعًا أخرى من المناطق المفتوحة. يمكن أن تتراوح المناظر الطبيعية للمساحات المفتوحة الحضرية من ملاعب إلى بيئات شديدة الصيانة إلى مناظر طبيعية نسبيًا.
تعد المساحات الخضراء الحضرية عمومًا مفتوحة لعامة الشعب، وفي بعض الأحيان تكون مملوكة للقطاع للقطاع الخاص، مثل حرم للمنشآت التعليمية، المتنزهات والأراضي المؤسسية أو الشركات.
لا تعد المناطق خارج حدود المدينة، مثل المتنزهات الحكومية والوطنية وكذلك المساحات المفتوحة في الريف، مساحات حضرية مفتوحة. لا تعرف الشوارع والساحات العامة والساحات الحضرية دائمًا على أنها مساحات حضرية مفتوحة في تخطيط استخدام الأراضي. للمساحات الخضراء الحضرية تأثيرات إيجابية واسعة النطاق على صحة الأفراد والمجتمعات بالقرب من المساحات الخضراء.
تعد سياسات التخضير الحضري مهمة لتنشيط المجتمعات وتقليل الأعباء المالية للرعاية الصحية وزيادة جودة الحياة.
تركز معظم السياسات على الفوائد المجتمعية، وتقليل الآثار السلبية للتنمية الحضرية، مثل الجريان السطحي وتأثير جزيرة الحرارة الحضرية. من الناحية التاريخية، كان الوصول إلى المساحات الخضراء يفضل المجتمعات الأكثر ثراءً وامتيازًا، وبالتالي فإن التركيز الأخير في التخضير الحضري قد ركز بشكل متزايد على مخاوف العدالة البيئية، ومشاركة المجتمع في عملية التخضير. على وجه الخصوص، في المدن التي تعاني من التدهور الاقتصادي، مثل حزام الصدأ في الولايات المتحدة، يكون للتخضير الحضري تأثيرات واسعة على تنشيط المجتمع.
توسعت المناطق الحضرية بشكل كبير وأسفرت عن وجود أكثر من نصف سكان العالم في مواقع حضرية. مع استمرار النمو السكاني، من المتوقع أن يصل هذا العدد إلى ثلثي الأشخاص الذين يعيشون في المناطق الحضرية بحلول عام 2050.

## التعاريف والمفاهيم
يعاني الأشخاص الذين يعيشون في المدن والبلدات عمومًا من ضعف الصحة العقلية مقارنة بالأشخاص الذين يعيشون في المناطق الأقل ازدحامًا. المساحات الخضراء الحضرية هي قطع من الطبيعة في المدن مصممة لمحاولة حل المشكلة.
تركز معظم الأبحاث حول الموضوع على المساحات الخضراء الحضرية. وقد عرّفت منظمة الصحة العالمية هذا على أنه: كل الأراضي الحضرية المغطاة بالخضار من أي نوع.
عند إجراء البحث، يستخدم بعض الخبراء عنوان: الفضاء الحضري المفتوح، من أجل وصف نطاق أوسع من المناطق المفتوحة. ينص أحد التعريفات على أن الفضاء الحضري المفتوح، باعتباره نظيرًا للتنمية، هو مورد طبيعي وثقافي، لا مرادف لـ الأرض غير المستخدمة ولا مناطق المتنزهات والترفيه. آخر هو المساحة المفتوحة هي الأرض و / أو منطقة المياه مع سطحها مفتوح للسماء، ويتم الحصول عليها بوعي أو تنظيمها علنًا لخدمة وظيفة الحفظ والتشكيل الحضري بالإضافة إلى توفير الفرص الترفيهية. في جميع الحالات تقريبًا، الفضاء يشير المصطلح في الواقع إلى المساحات الخضراء التي تركز على المناطق الطبيعية.
هذه المساحات هي جزء من الفضاء العام الذي يفسر على نطاق واسع، والذي يشمل أماكن الاجتماع أو التجمع الموجودة خارج المنزل ومكان العمل والتي يمكن الوصول إليها بشكل عام من قبل أفراد المجتمع عامة، والتي تعزز تفاعل السكان وفرص الاتصال والقرب. يشير هذا التعريف إلى مستوى أعلى من التفاعل المجتمعي ويركز على المشاركة العامة بدلًا من الملكية العامة أو الإشراف.

## الفوائد
يمكن تقسيم الفوائد التي توفرها الأماكن الحضرية المفتوحة للمواطنين إلى أربعة أشكال أساسية؛ الترفيه والبيئة والقيمة الجمالية والتأثيرات الصحية الإيجابية. زادت الفوائد النفسية التي يجنيها زوار المساحات الخضراء الحضرية مع تنوعها البيولوجي، ما يشير إلى أن الأخضر وحده لا يكفي؛ جودة هذا اللون الأخضر مهمة أيضًا.

### ترفيهية
غالبًا ما تقدر المساحات الحضرية المفتوحة للفرص الترفيهية التي توفرها. قد يشمل الاستجمام في الفضاء الحضري المفتوح الاستجمام النشط (مثل الرياضة المنظمة والتمارين الفردية) أو الاستجمام السلبي، والذي قد يستلزم ببساطة التواجد في الفضاء المفتوح. تظهر الأبحاث أنه عندما تكون الأماكن المفتوحة جذابة ويمكن الوصول إليها، فمن المرجح أن ينخرط الناس في النشاط البدني. يوفر الوقت الذي يقضيه في مساحة مفتوحة حضرية للاستجمام فترة راحة من البيئة الحضرية واستراحة من التحفيز المفرط. تظهر الدراسات التي أجريت على البالغين النشطين بدنيًا في منتصف العمر وكبار السن أن هناك فوائد متضخمة عندما تقترن الأنشطة البدنية ببيئات المساحات الخضراء. يؤدي هذا الاقتران إلى انخفاض مستويات التوتر، ويقلل من خطر الإصابة بالاكتئاب بالإضافة إلى زيادة تكرار المشاركة في التمرين. المشي الجماعي غير الرسمي في بيئة خضراء (المشي في الطبيعة) يزيد من الموقف الإيجابي للفرد ويقلل من مستويات التوتر بالإضافة إلى خطر الإصابة بالاكتئاب.

### بيئي
الحفاظ على الطبيعة في البيئة الحضرية له تأثير مباشر على الناس لسبب آخر أيضًا. تقدم نشرة الشؤون المدنية في تورنتو بعنوان Urban Open Space: Luxury or Necessity الادعاء بأن الوعي الشعبي بتوازن الطبيعة والعمليات الطبيعية ومكان الإنسان في الطبيعة وتأثيرها على الطبيعة - أي الوعي البيئي - مهم. كما هو الحال يعيش البشر أكثر فأكثر في محيط من صنع الإنسان -أي المدن- يخاطر بإيذاء نفسه من خلال البناء والتصرف في جهل بالعمليات الطبيعية. بالإضافة إلى فائدة الطبيعة البشرية هذه، تعمل المساحات الحضرية المفتوحة أيضًا كجزر طبيعية، وتعزز التنوع البيولوجي وتوفر موطنًا للأنواع الطبيعية في بيئات غير صالحة للسكن بسبب تطور المدينة.
من خلال الحصول على فرصة التواجد داخل مساحة خضراء حضرية، يكتسب الناس تقديرًا أعلى للطبيعة من حولهم. كما ذكر بيل ماكيبين في كتابه نهاية الطبيعة، لن يفهم الناس الطبيعة حقًا إلا إذا كانوا منغمسين فيها. يتبع خطى هنري ديفيد ثورو عندما عزل نفسه في جبال آديرونداك من أجل الابتعاد عن المجتمع والمثل العظيمة التي يحملها. حتى هناك يكتب كيف يتبعه تأثير المجتمع والبشر وهو يرى الطائرات تحلق في السماء أو يسمع زئير الزوارق البخارية من بعيد.

### جمالي
القيمة الجمالية للمساحات المفتوحة الحضرية أمر بديهي. يستمتع الناس بمشاهدة الطبيعة، خاصةً عندما تكون محرومة على نطاق واسع، كما هو الحال في البيئات الحضرية. لذلك، توفر المساحة المفتوحة قيمة استبدال البنية التحتية الرمادية. يوضح أحد الباحثين كيف تساهم الأحياء الجذابة في المواقف الإيجابية والأعراف الاجتماعية التي تشجع على المشي وقيم المجتمع. تميل العقارات القريبة من المساحات الحضرية المفتوحة إلى أن تكون ذات قيمة أعلى. تمكنت إحدى الدراسات من إثبات أن المنظر الجميل يمكن أن يؤدي إلى زيادة كبيرة في سعر المنزل، خاصة إذا كان المنزل يطل على المياه (8-10%) أو المساحات المفتوحة (6-12%). بعض الفوائد قد يكون مستمدًا من التعرض للإصدارات الافتراضية من البيئة الطبيعية أيضًا. على سبيل المثال، الأشخاص الذين عُرضت عليهم صور للمناظر الطبيعية والبيئات الطبيعية زادوا من نشاط الدماغ في المنطقة المرتبط باسترجاع الذكريات السعيدة، مقارنة بالأشخاص الذين عُرضت عليهم صور للمناظر الحضرية.